# Фіксація Карбону
Фіксація Карбону — загальна назва низки процесів, при яких вуглекислий газ CO2 перетворюється в органічні сполуки. Такі процеси використовують автотрофи, тобто організми, що самі виробляють необхідні для себе органічні речовини. Зокрема, процес фіксації Карбону є складовою частиною фотосинтезу.
Найрозповсюдженішим біологічним процесом фіксації Карбону є цикл Кальвіна.

## Рослини
Рослини при фотосинтезі використовують три різні процеси фіксації Карбону, й, відповідно, діляться на три різні класи.
- С3 рослини використовують цикл Кальвіна, утворюючи сполуки, які містять три атоми Карбону. Цей тип фотосинтезу властивий для більшості наземних рослин.
- С4 рослини перед циклом Кальвіна включають CO2 у сполуку з 4 атомами Карбону. Такі рослини мають особливу внутрішню будову листка. До них належать цукрова тростина та кукурудза. Загалом С4 процес використовують 7600 видів рослин, що становить 3 %, від загальної кількості[1].
- CAM рослини запасають CO2 вночі у вигляді похідних від яблучної кислоти й виділяють його вдень для збільшення ефективності циклу Кальвіна. Такий механізм використовують 16 тисяч рослин[2], зокрема кактуси.

## Мікроорганізми
Для мікроорганізмів відомі інші, відмінні від циклу Кальвіна, механізми фіксації Карбону. До них належать:
- Обернений цикл Кребса
- Відновний ацетиловий CoA шлях
- 3-гідроксипропріонатний шлях

## Гетеротрофи
Деякі гетеротрофи використовують фіксацію Карбону у своєму метаболізмі, зокрема при глюконеогенезі.